# Condado de Wirt
O Condado de Wirt é um dos 55 condados do estado norte-americano da Virgínia Ocidental. A sede do condado é Elizabeth, que é também a sua maior cidade. O condado tem uma área de 609 km² (dos quais 5 km² estão cobertos por água), uma população de 5873 habitantes, e uma densidade populacional de 9,7 hab/km² (segundo o censo nacional de 2000). O condado foi fundado em 1848 e e recebeu o seu nome em homenagem a William Wirt (1772-1834), que foi Procurador-Geral dos Estados Unidos e candidato à presidência.